# Groupama-FDJ/2022
Deze pagina geeft een overzicht van de Groupama-FDJ UCI World Tour wielerploeg in 2022.

## Algemeen
Algemeen manager: Marc Madiot
Teammanager: Yvon Madiot
Ploegleiders: Thierry Bricaud, Martial Gayant, Frédéric Guesdon, Sébastien Joly, Philippe Mauduit, Franck Pineau, Jussi Veikkanen
Fietsen: Lapierre
Banden: Continental AG
Onderdelen en wielen: Shimano

## Renners
| Naam                  | Geboortedatum | Nationaliteit       | Ploeg 2021                       |
| --------------------- | ------------- | ------------------- | -------------------------------- |
| Bruno Armirail        | 11-04-1994    | Frankrijk           |                                  |
| Lewis Askey           | 04-05-2001    | Verenigd Koninkrijk | Equipe continentale Groupama-FDJ |
| Matteo Badilatti      | 30-07-1992    | Zwitserland         |                                  |
| Clément Davy          | 17-07-1998    | Frankrijk           |                                  |
| Arnaud Démare         | 26-08-1991    | Frankrijk           |                                  |
| Antoine Duchesne      | 12-09-1991    | Canada              |                                  |
| David Gaudu           | 10-10-1996    | Frankrijk           |                                  |
| Kévin Geniets         | 09-01-1997    | Luxemburg           |                                  |
| Jacopo Guarnieri      | 14-08-1987    | Italië              |                                  |
| Ignatas Konovalovas   | 08-12-1985    | Litouwen            |                                  |
| Stefan Küng           | 16-11-1993    | Zwitserland         |                                  |
| Matthieu Ladagnous    | 12-12-1984    | Frankrijk           |                                  |
| Olivier Le Gac        | 27-08-1993    | Frankrijk           |                                  |
| Fabian Lienhard       | 03-09-1993    | Zwitserland         |                                  |
| Tobias Ludvigsson     | 12-02-1991    | Zweden              |                                  |
| Valentin Madouas      | 12-07-1996    | Frankrijk           |                                  |
| Rudy Molard           | 17-08-1989    | Frankrijk           |                                  |
| Quentin Pacher        | 06-01-1992    | Frankrijk           | B&B Hotels p/b KTM               |
| Paul Penhoët*         | 28-12-2001    | Frankrijk           | Equipe continentale Groupama-FDJ |
| Thibaut Pinot         | 29-05-1990    | Frankrijk           |                                  |
| Sébastien Reichenbach | 28-05-1989    | Zwitserland         |                                  |
| Anthony Roux          | 18-04-1987    | Frankrijk           |                                  |
| Miles Scotson         | 18-01-1994    | Australië           |                                  |
| Ramon Sinkeldam       | 09-02-1989    | Nederland           |                                  |
| Jake Stewart          | 02-10-1999    | Verenigd Koninkrijk |                                  |
| Michael Storer        | 28-02-1997    | Australië           | Team DSM                         |
| Attila Valter         | 12-06-1998    | Hongarije           |                                  |
| Lars van den Berg     | 07-07-1998    | Nederland           |                                  |
| Bram Welten           | 29-03-1997    | Nederland           | Arkéa-Samsic                     |

* vanaf 1/8

### Vertrokken
| Naam            | Geboortedatum | Nationaliteit | Ploeg 2022        |
| --------------- | ------------- | ------------- | ----------------- |
| William Bonnet  | 25-06-1982    | Frankrijk     | Gestopt           |
| Alexys Brunel   | 10-10-1998    | Frankrijk     | UAE Team Emirates |
| Mickaël Delage  | 06-08-1985    | Frankrijk     | Gestopt           |
| Simon Guglielmi | 01-07-1997    | Frankrijk     | Arkéa-Samsic      |
| Romain Seigle   | 11-10-1994    | Frankrijk     | ?                 |
| Benjamin Thomas | 12-09-1995    | Frankrijk     | Cofidis           |

## Overwinningen
| Nationale kampioenschappen wielrennen Frankrijk - tijdrit: Bruno Armirail Hongarije - wegwedstrijd: Attila Valter Ronde van de Algarve 2e etappe: David Gaudu Parijs-Nice Bergklassement Valentin Madouas Ronde van de Alpen 5e etappe: Thibaut Pinot Ploegenklassement: *1) Vierdaagse van Duinkerke Jongerenklassement: Jake Stewart Ronde van Italië 5e etappe: Arnaud Démare 6e etappe: Arnaud Démare 13e etappe: Arnaud Démare Puntenklassement: Arnaud Démare | Boucles de la Mayenne Jongerenklassement: Jake Stewart Critérium du Dauphiné 3e etappe: David Gaudu Route d'Occitanie 1e etappe: Arnaud Démare Ronde van Zwitserland 7e etappe: Thibaut Pinot Ronde van Polen 7e etappe: Arnaud Démare Puntenklassement: Arnaud Démare Ronde van de Ain 1e etappe: Jake Stewart Ronde van Poitou-Charentes 4e etappe (ITT): Stefan Küng Eindklassement: Stefan Küng Ronde van de Limousin-Nouvelle-Aquitaine Bergklassement: Valentin Madouas | Tour du Doubs Valentin Madouas Ronde van Luxemburg 1e etappe: Valentin Madouas 5e etappe: Valentin Madouas GP van Isbergues Arnaud Démare Parijs-Tours Arnaud Démare Chrono des Nations Stefan Küng |

*1) Ploeg Ronde van de Alpen: Badilatti, Pinot, Storer, Valter + Martinez, Thompson (beide van Equipe continentale Groupama-FDJ )
1997 · 1998 · 1999 · 2000 · 2001 · 2002 · 2003 · 2004 · 2005 · 2006 · 2007 · 2008 · 2009 · 2010 · 2011 · 2012 · 2013 · 2014 · 2015 · 2016 · 2017 · 2018 · 2019 · 2020 · 2021 · 2022 · 2023 · 2024 · 2025
AG2R-Citroën · Astana Qazaqstan · Bahrain Victorious · BORA-hansgrohe · Cofidis · EF Education-EasyPost · Groupama-FDJ · INEOS Grenadiers · Intermarché-Wanty-Gobert Matériaux · Israel-Premier Tech · Lotto Soudal · Movistar Team · Quick Step-Alpha Vinyl · Team BikeExchange Jayco · Team DSM · Team Jumbo-Visma · Trek-Segafredo · UAE Team Emirates